# Слабинен канал
Слабинният канал (canalis inguinalis) е анатомична структура с дължина 4 – 5 cm, част от слабинния триъгълник. Разположен е в долната част на коремната стена, над медиалната половина на слабинната връзка.
При мъжете през слабинния канал минават семепроводът, кръвоносни и лимфни съдове, нервни сплетения, съединителнотъканната връвчица и рехавата съединителна тъкан. При жените – облата маточна връзка, кръвоносни съдове, нерви и други.
Ингвинална херния се получава, когато мастни или чревни тъкани навлязат поради слабост на коремната стена в левия или десния ингвинален канал.